# Chilly (Somme)
Chilly ist eine nordfranzösische Gemeinde mit 163 Einwohnern (Stand 1. Januar 2022) im Département Somme in der Region Hauts-de-France. Die Gemeinde liegt im Arrondissement Péronne, gehört zum Kanton Moreuil und ist Teil der Communauté de communes Terre de Picardie.

## Geographie
Die Gemeinde in der Landschaft Santerre liegt rund 6 km ostsüdöstlich von Rosières-en-Santerre an der Départementsstraße D39. Sie erstreckt sich im Norden bis zur Bahnstrecke Amiens-Laon. Im Osten wird die stillgelegte Bahnstrecke Chaulnes-Roye nicht erreicht.

## Geschichte
Chilly erhielt als Auszeichnung das Croix de guerre 1914–1918.

## Einwohner
| 1962 | 1968 | 1975 | 1982 | 1990 | 1999 | 2006 | 2010 |
| ---- | ---- | ---- | ---- | ---- | ---- | ---- | ---- |
| 185  | 147  | 103  | 107  | 128  | 166  | 154  | 202  |

## Verwaltung
Bürgermeister (maire) ist seit 2001 Morgane Forets.